# 安塞巴區
安塞巴區是厄立特里亞的一個區，位於西部內陸，首都阿斯馬拉西北。因同名的河流而得名。西鄰蘇丹共和國。面積23,200平方公里，人口457,078人。首府克倫。
1. ↑  . hdi.globaldatalab.org.   [2018-09-13]. （原始内容存档于2018-09-23）.